# Доріс Стівенс
Дора Керолайн Стівенс (26 жовтня 1888 — 22 березня 1963), відома як Доріс Стівенс (англ. Doris Stevens) — американська суфражистка, феміністка і письменниця. Перша жінка-членкиня Американського інституту міжнародного права та перша голова Міжамериканської комісії жінок.
Коли в 1914 році CUWS відокремився від головної організації, Стівенс стала національною лідеркою. Вона відповідала за координацію жіночого конгресу, який відбувся на Панамській тихоокеанській виставці в 1915 році. Коли у 1916 році CUWS стала Національною жіночою партією (NWP), Стівенс організувала партійних делегаток та делегатів для кожного з 435 округів виборчого в Конгрес, намагаючись досягти національних прав жінок і перемогти кандидатів, які виступали проти прав жінок. Між 1917 і 1919 роками Стівенс була видатною учасницею «Тихих вартових» у Білому домі Вудро Вільсона, щоб спонукати його до ухвалення конституційної поправки щодо виборчих прав жінок, і за свою участь була кілька разів заарештована. Після того, як 19-та поправка закріпила за жінками право голосу, вона написала книгу під назвою «Ув'язнені за свободу» (1920), в якій розповідає про випробування вартою.
Як тільки право голосу було забезпечено, Стівенс звернула увагу на правовий статус жінок. Вона підтримала прийняття поправки про рівні права та з 1927 по 1933 роки працювала з Еліс Пол над обсягом роботи, порівнюючи різний вплив на закон для жінок і чоловіків. Мета збирання даних полягала в тому, щоб отримати міжнародний закон, який захищав би право жінок на рівноправне громадянство. Дослідження у 90 країнах було завершено за допомогою феміністок і оцінювало закони, що контролюють громадянство жінок у кожній країні. Отримавши у 1927 році схвалення роботи від Ліги Націй, у 1928 році Стівенс представила пропозицію Панамериканського союзу, переконавши керівний орган створити Міжамериканську комісію жінок (CIM). У 1931 році вона приєдналася до Американського інституту міжнародного права, ставши його першою жінкою-членом. У 1933 році її робота привела до першого договору про забезпечення міжнародних прав жінок. Конвенція про громадянство жінок встановлювала, що жінки зберігають своє громадянство після шлюбу, а Конвенція про громадянство передбачала, що ні шлюб, ні розлучення не можуть впливати на громадянство членів сім'ї, поширюючи захист громадянства на дітей.
Вигнана з CIM у 1938 році та NWP у 1947 році через політичні суперечки, у 1951 році Стівенс стала віце-президентом Ліги Люсі Стоун, членом якої вона була з 1920-х років. Вона боролася проти згортання політики, яка позбавляла жінок переваг, які вони досягли, щоб стати робочою силою під час Другої світової війни, і працювала над утвердженням фемінізму як наукової сфери дослідження. Вона продовжувала боротися за фемінізм до самої смерті в 1963 році.

## Раннє життя
Дора Керолайн Стівенс народилася 26 жовтня 1888 року в Омахі, штат Небраска, в родині Керолайн Д. (до шлюбу Купман) і Генрі Гендербурка Стівенса. Її батько протягом 40 років був пастором голландської реформатської церкви, а мати була іммігранткою з Голландії в першому поколінні. Одна із чотирьох дітей, Доріс виросла в Омасі та закінчила у 1905 році середню школу Омахи.
Вона продовжила освіту, закінчивши у 1911 році Оберлінський коледж зі ступенем соціології, хоча спочатку займалася музикою. Під час навчання в коледжі була відома романами та енергійним суфражистським активізмом. У студентські роки культивувались її непокірна поведінка та зневага до стереотипів про жіночу пристойність. Після закінчення школи працювала вчителькою музики та соціальною працівницею в Огайо, штат Мічиган. і Монтані, перш ніж переїхати до Вашингтона, округ Колумбія, де вона стала регіональною організаторкою Національної американської жіночої асоціації виборців (NAWSA).

## Суфражизм
У 1913 році Доріс Стівенс прибула до Вашингтона для участі в червневому пікетуванні Сенату. Вона не планувала залишатися, але юристка та суфражистка Еліс Пол переконала її це зробити. NAWSA її найняла і призначила до новоствореного Конгресового союзу за виборче право жінок (CUWS), який створили Еліс Пол і Мері Ріттер Бірд. У той час Союз був підрозділом NAWSA, хоча діяв незалежно. Стівенс була найнята на посаду виконавчої секретарки у Вашингтоні, округ Колумбія, а також на посаду регіональної організаторки і отримала призначення у східний округ. Пол розділила націю на квадранти по 12 штатів у кожному та призначила Стівенс на східну частину, Мейбл Вернон на середній захід, Енн Мартін на крайній захід і Мод Янґер на південь. Регіональним організаторкам було доручено розповісти групам про законопроєкти про виборче право, які були в Конгресі, і отримати підтримку від кожного штату для ратифікації національного виборчого права. Замість того, щоб слідувати попередній стратегії досягнення виборчих прав на основі штату за штатом, стратегія Союзу Конгресу була повністю схвалена федеральним органом. Це питання спричинило розрив у русі за виборче право на Конвенції 1913 року, що змусило Пол та її прихильниць розірвати зв'язки з NAWSA та стати незалежною організацією.

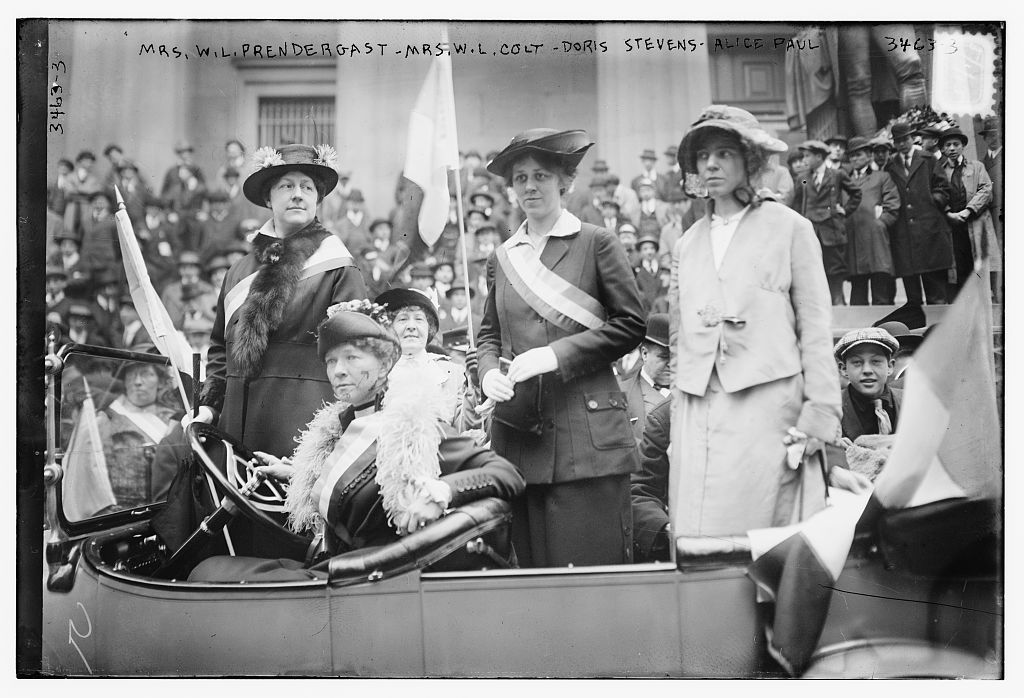
Зліва направо: Мері Агнес Галл Прендергаст, Елізабет Вайт Кольт (за кермом), Доріс Стівенс, Еліс Пол, 30 квітня 1915 року, в дорозі відвідати сенатора Нью-Йорка Джеймса О'Гормана

З розломом Конгресосвий Союз почав реорганізацію, щоб підштовхнути кампанії проти кандидатів від Демократичної партії, оскільки вони не підтримували виборче право, коли контролювали законодавчий орган. Пол заснувала жіночу консультативну раду, у складі якої були працівниці суфражизму та видатні жінки: Берта Фавлер, Шарлотта Перкінс Гілмен, Гелен Келлер, Белль Кейс Ла Фоллетт, Мей Райт Сьюолл, і педагогині, такі як Емма Ґіллетт, Марія Монтессорі та Клара Луїза Томпсон, професорка латинської мови в Рокфордському коледжі, щоб надати новій організації довіри. Доріс Стівенс стала національною організаторкою, якій було доручено організувати жінок у штатах, у яких вони могли голосувати, використовувати свої бюлетені та виступати проти будь-якого кандидата, який не підтримує повне надання жінкам виборчих прав. Одним із перших місць, куди поїхала Стівенс, був Колорадо, де CUWS вдалося добитися від одного конгресмена зобов'язання підтримувати жіночу справу. Повернувшись після того успіху в січні 1915 року, вона поїхала до Нью-Йорка і Ньюпорта, Род-Айленд, щоб провести передвиборчу кампанію, перш ніж вирушити на захід. Вона проводила передвиборчу кампанію в Канзасі, сподіваючись знайти делегатів на конгрес, запланований у Сан-Франциско на вересень.
Прибувши до Каліфорнії в червні, Стівенс супроводжувала групу жінок на чолі з Шарлоттою Анітою Вітні, щоб зустрітися з членами Комітету з асигнувань Палати представників, які збиралися в готелі Palace в Сан-Франциско. Суфражисток запевнили, що вони зможуть представити свої проблеми, але голова комітету, Джон Дж. Фіцджеральд із Нью-Йорка, відмовився виконати обіцянку. Не злякавшись, Вітні та Стівенс продовжували планувати Панамську тихоокеанську виставку CUWS Congress у Сан-Франциско. У Сан-Франциско в штаб-квартирі CUWS у 1915 році Стівенс обговорювала стратегію використання «усмішки мільйона голосів», вважаючи, що посмішка є корисним інструментом у боротьбі за підтримку чоловіків. «Посміхніться чоловікам, і вони проголосують за вас. Подивіться суворо, і вони не проголосують», — заявила вона. Однак коли за два тижні до заходу прибула Еліс Пол, вона скасувала хорові заходи, парад і масовий мітинг, які були заплановані в Шотландському ритуальному залі. Стівенс брала участь у нагляді за кожною з цих подій, хоча їх планували та організовували місцеві жінки. Пол таки зберегла ланч і бал у каліфорнійській будівлі експозиції. Після вересневого Конгресу Стівенс планувала залишитися в Сан-Франциско і керувати виставковим стендом CUWS, але вона була змушена повернутися до Вашингтона, оскільки східна делегатка Маргарет Віттемор покинула справу через своє одруження. Стівенс негайно почала планувати з'їзд, який мав відбутися у Вашингтоні в грудні.

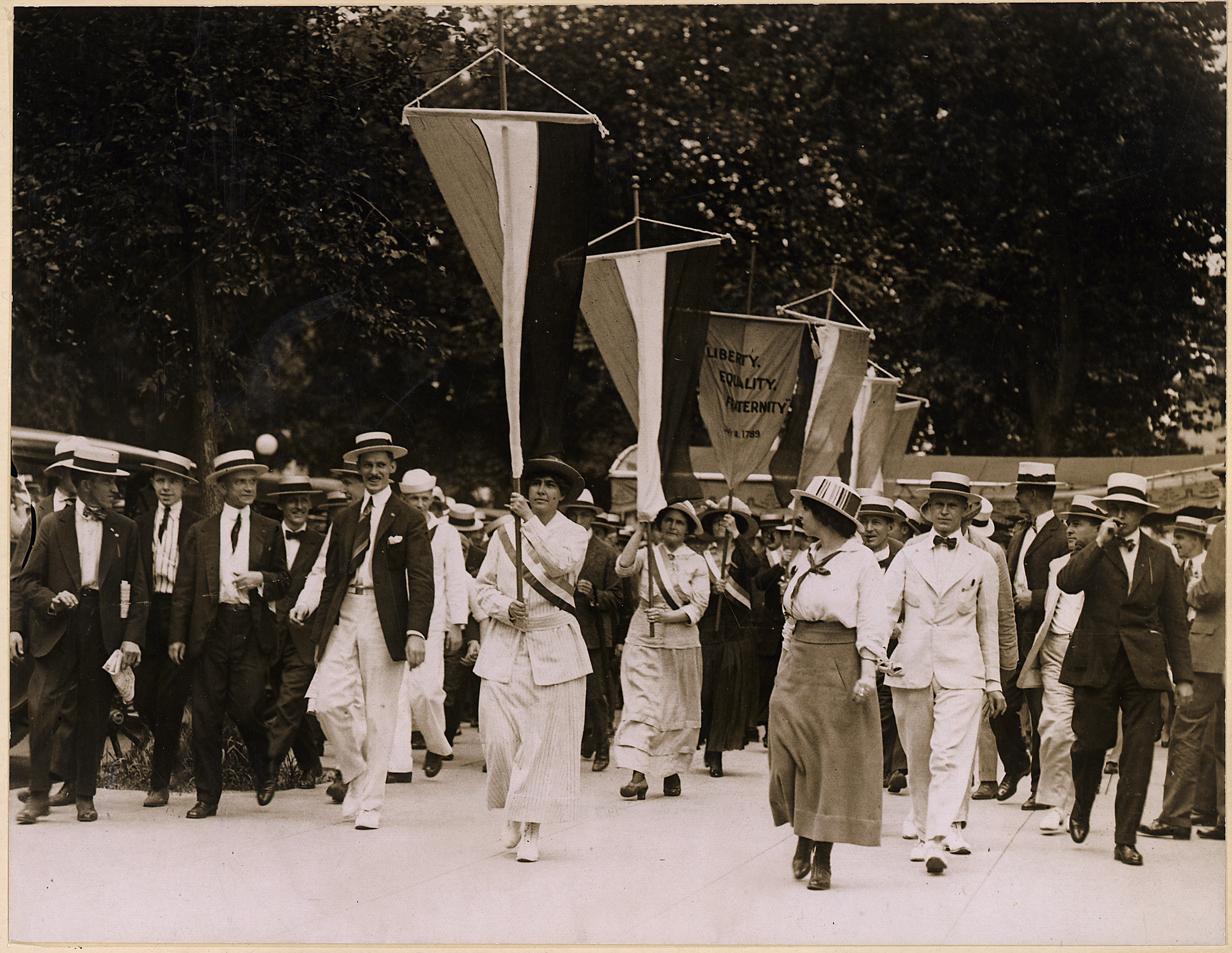
Джулія Герлбут з Моррістауна, штат Нью-Джерсі, очолює шістнадцять членів Національної жіночої партії, які брали участь у пікетуванні до Дня взяття Бастилії перед Білим домом 14 липня 1917 року, що призвело до їхнього арешту.

На початку 1916 року Доріс Стівенс оголосила про політику, яку CUWS організував у 22 штатах і планував набирати делегаток для кожного з 435 округів палат. Від делегаток вимагалося сформувати комітети, щоб тиснути на членів Конгресу, щоб вони віддавали перевагу жіночому виборчому праву, і повідомляти їм, що їхні виборці виступають за те, щоб жінки отримали право голосу. Інша стратегія, яку Стівенс почала впроваджувати на початку 1916 року, вимагала від членів CUWS виїхати до інших штатів, де жінкам дозволено голосувати, оформити місце проживання та зареєструватися для голосування. Таким чином вони могли голосувати на державних і національних виборах у сподіванні поповнити законодавчий орган законодавцями, які виступали за виборче право. Того року Стівенс зареєструвалася для голосування в Канзасі. 5 червня 1916 року CUWS стала Національною жіночою партією (NWP), маючи єдину платформу для отримання конституційної поправки щодо національного виборчого права для жінок. Після відвідування з'їзду NWP у Чикаго в червні Доріс Стівенс попрямувала на з'їзд у Колорадо. До жовтня Стівенс організовувала і керувала виборчою кампанією NWP у Каліфорнії.

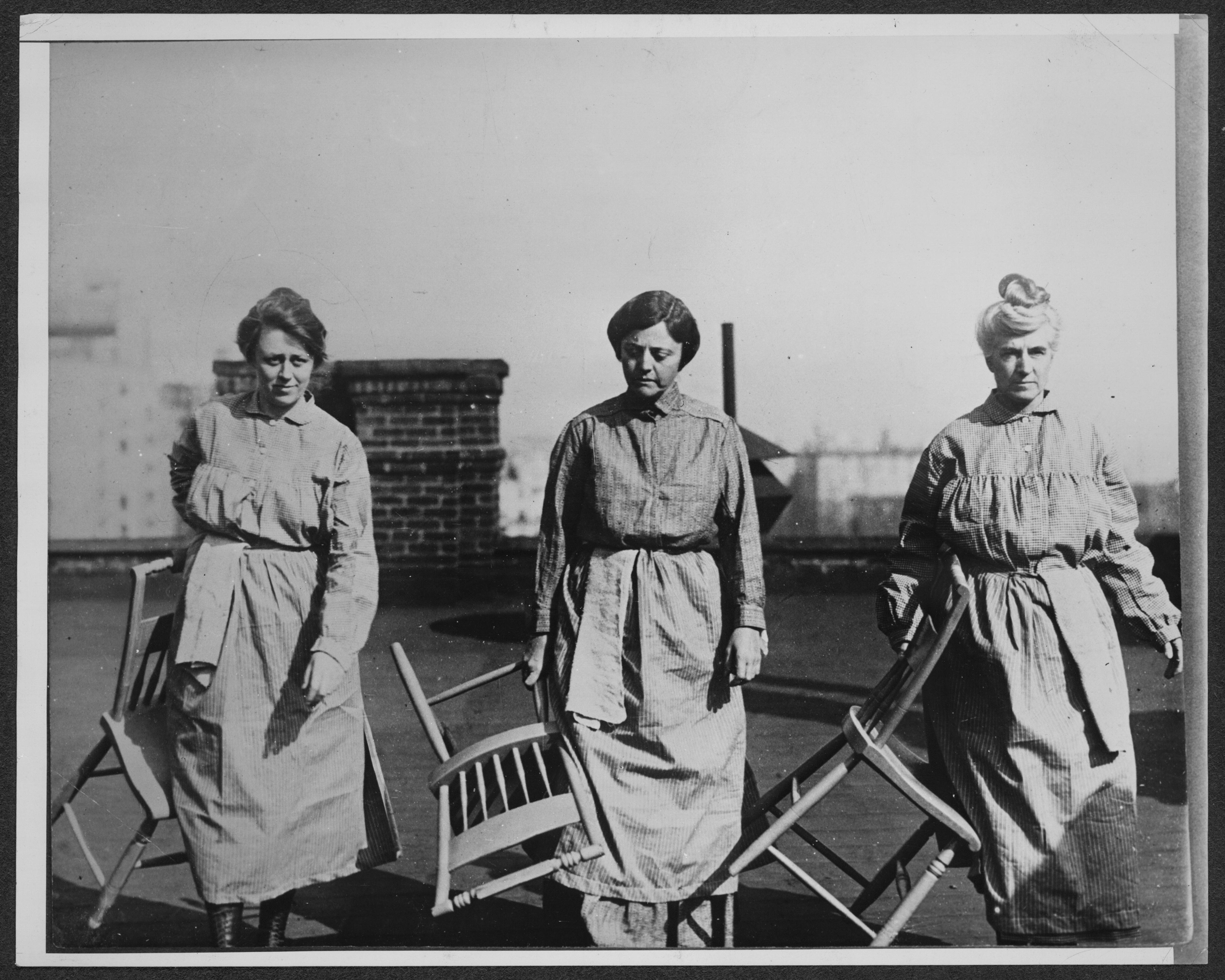
Учасниці Національної жіночої партії у в'язниці з дерев'яними стільцями на даху будівлі. (Зліва направо): Доріс Стівенс, Елісон Тернбулл Гопкінс і Юніс Дана Бреннан, 1919 рік

### Арешт
У зв'язку зі вступом США у Першу світову війну деякі суфражистки припинили свою активність у 1917 році, оскільки це могло вважатися «непатріотичним». Натомість Стівенс наполягала на тому, що «з боку Вілсона було зарозуміло боротися за демократію за кордоном, коли жінки не були залучені до демократії вдома». У січні після невтішної зустрічі делегації NWP із президентом Вудро Вільсоном було вирішено, що вони щодня протестуватимуть біля Білого дому, стоячи як тихі вартові, доки Вільсон не визнає важливість їхньої справи. Жінки перебували на посту понад рік, незважаючи на погодні умови та загрозу арешту. Хоча вона виконувала інші організаційні завдання, такі як організація відділення NWP у Північній Кароліні в березні, Доріс Стівенс брала участь як вартова. Вона та 15 інших жінок були заарештовані за пікетування біля Білого дому в День взяття Бастилії в липні 1917 року, звинувачені в блокуванні тротуару і відбули три дні з 60-денного терміну у Робочому домі Оккокуан, перш ніж отримати помилування від президента Вільсона. Жінок розмістили серед інших ув'язнених, їм не видали зубних щіток, гребінців та туалетного приладдя, і їм довелося користуватися однією лійкою з водою з рештою ув'язнених.
Доріс Стівенс познайомилася з Дадлі Філдом Малоуном (з яким пізніше одружилася), коли він представляв її інтереси під час протесту перед Білим домом. Він працював помічником держсекретаря в кабінеті Вільсона, але був загітований на суфражиста і залишив свою посаду. Він з'являвся разом зі Стівенс на заходах зі збору коштів і допоміг зібрати тисячі доларів на їх справу, яка набирала обертів, оскільки президент Вілсон нарешті схвалив надання виборчих прав. Між 1918 і 1919 роками Стівенс продовжувала чергувати виступи та пікетування. Її знову заарештували разом з Елсі Гілл, Еліс Пол і трьома суфражистками «Джейн Доу» на демонстрації NWP у Метрополітен-Опера в Нью-Йорку в березні 1919 року. 4 вересня 1920 року боротьба була виграна, коли держсекретар Бейнбрідж Колбі оголосив, що необхідні 36 штатів ратифікували 19-ту поправку з ратифікацією Теннессі. К 1920 році Стівенс опублікувала типову інсайдерську розповідь про ув'язнення активістів NWP під назвою «Ув'язнені за свободу».

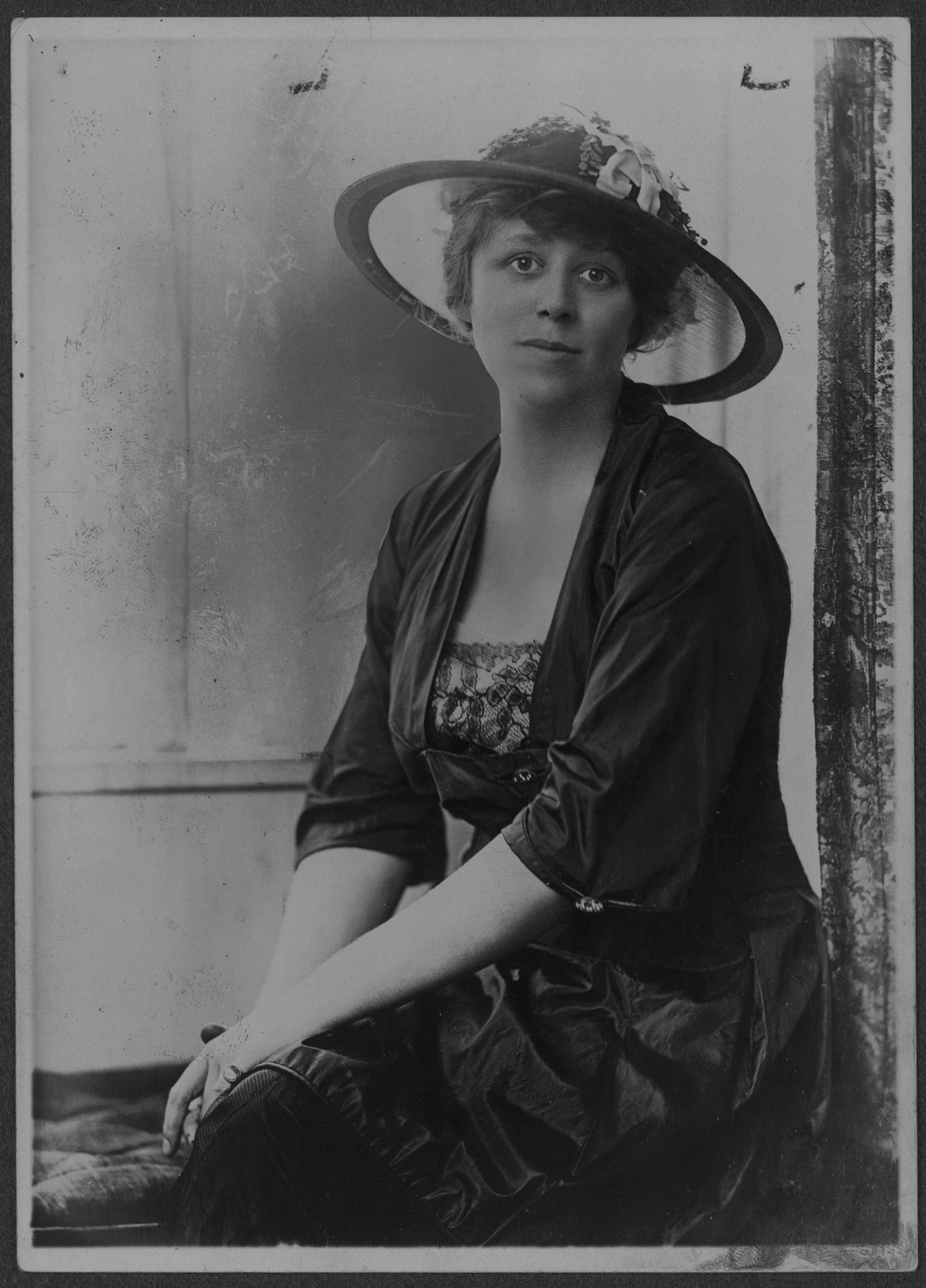
Доріс Стівенс, 1919 голова законодавчого органу, Національна жіноча партія

Протягом багатьох років Доріс Стівенс обіймала кілька важливих керівних посад NWP, включаючи посаду голови законодавчого органу і членство у виконавчому комітеті. У 1920 році Алва Белмонт була обрана президенткою NWP, а Стівенс була її особистою помічницею, навіть написавши автобіографію Белмонт. Відносини Белмонт та Стівенс були спірними, але молодша Стівенс погодилася на те, що Белмонт багато років контролювала багато її особистих дій. Подорожуючи для роботи в NWP до Європи, Белмонт наполягла на тому, що наречений Стівенс не може приєднатися до них, і коли він це зробив, Белмонт переїхала до Франції без Стівенс.
5 грудня 1921 року в Пікскіллі, штат Нью-Йорк, Стівенс і Мелоун таємно одружилися власником господарського магазину, який був мировим суддею, і негайно вирушили у свій двомісячний медовий місяць до Парижа. Стівенс оголосила, що не візьме прізвище Мелоун і залишиться «Доріс Стівенс». З середини 1920-х років Стівенс жила в основному в Кротоні-на-Гудзоні, штат Нью-Йорк, де вона подружилася з провідними представниками радикальної сцени Гринвіч-Вілледж і богеми, включаючи Луїзу Браянт, Макса і Крістал Істмен, Една Сент-Вінсент Міллей, Джона Ріда та інших. Стівенс розлучилася з Мелоун у 1929 році після серії зрад з обох сторін і невдалих спроб примирення.

## Боротьба за рівні права жінок
Центр NWP перемістився на боротьбу за рівність перед законом, включаючи рівні можливості працевлаштування, службу присяжних, національність одружених жінок та будь-які інші положення, які законодавчо забороняли жінкам мати повну правову рівність. У 1923 році Деніел Рід Ентоні-молодший вніс поправку про рівні права, і жінки наполягали на її прийнятті, лобіюючи підтримку обох політичних партій. Стівенс працювала віцеголовою нью-йоркського відділення NWP, очолюючи у 1924 році кампанію NWP Жінки за Конгрес. Не маючи змоги балотуватися самостійно через те, що вона встановила законне місце проживання у Франції, Стівенс працювала над метою забезпечити вибори 100 жінок до Конгресу в штатах, де серед претендентів на посаду були жінки-кандидатки. Кампанія мала незначні результати, і жінки повернулися до заходів рівності. Починаючи з 1926 року, однією з пропозицій, на якій протягом наступних кількох років зосередилася Стівенс, був шлюбний контракт «Заробітна плата для дружин». Пропозиція «Заробітної плати для дружин», яка активно виступала за її прийняття, закликала до гнучкого контракту, який розділяв би подружні активи 50-50, а не розглядав подружні пари як єдине ціле, і вимагав, щоб жінкам виплачували зарплату за домашню роботу та виховання дітей як захист для постійної підтримки дітей.
З кінця війни серед жіночих організацій зростала думка про те, що всі жінки стикаються з подібними проблемами, як підлеглі чоловікам, і що поєднання їхніх інтересів може призвести до здобутків. На конференції Міжнародної ради жінок (ICW), що відбулася у Вашингтоні в 1925 році, леді Абердін висловила цю думку, вітаючи всіх жінок у «сестринстві, до якого б віросповідання, партії, верстви чи класу вони не належали». У 1927 році Стівенс і Еліс Пол провели масштабне дослідження того, як закони впливають на громадянство жінок; навчання, наприклад, якщо вони втратили своє громадянство через одруження або навіть стали особами без громадянства. Стівенс зустрічалася з феміністками по всій Європі та проводила публічні зустрічі для збору даних, зокрема з доктором Луїзою Баральт з Гавани, докторкою Еллен Гледич з Осло, Крістал Макміллан і Сібіл Томас, віконтесою Ронддою з Великої Британії, маркізою дель Тер з Іспанії, Марією Вероне з Франції та Оленою Вакареску з Румунії, а також різні посадові особи Міжнародної федерації університеток та інші. Павло переглянув закони кожної країни. Разом вони склали монументальний звіт, у якому були проіндексовані всі закони, що регулюють громадянство жінок у кожній країні рідною мовою, а потім перекладений кожен закон на супровідній сторінці. Для зручності порівняння були подані таблиці та подано короткий опис законів. Спочатку звіт був підготовлений для зустрічі, яка мала відбутися в Лізі Націй у 1930 році для обговорення кодифікації міжнародного права. Стівенс вважала, що до цієї дискусії має бути включено громадянство жінок, і очолила дослідження, вважаючи, що «фемінізм має прагнути до рівних прав для жінок, і що жінок слід розглядати перш за все як людей». У вересні 1927 року вона взяла участь у попередньому засіданні Ліги Націй у Женеві та отримала їхню одностайну підтримку своєї пропозиції. Вона продовжувала зустрічатися з жінками та збирати дані до січня 1928 року, коли вона відвідала Панамериканську конференцію в Гавані. Стівенс переконала керівний орган Панамериканського союзу створити 4 квітня 1928 р. Міжамериканську комісію жінок (ісп. Comisión Interamericana de Mujeres) (CIM).

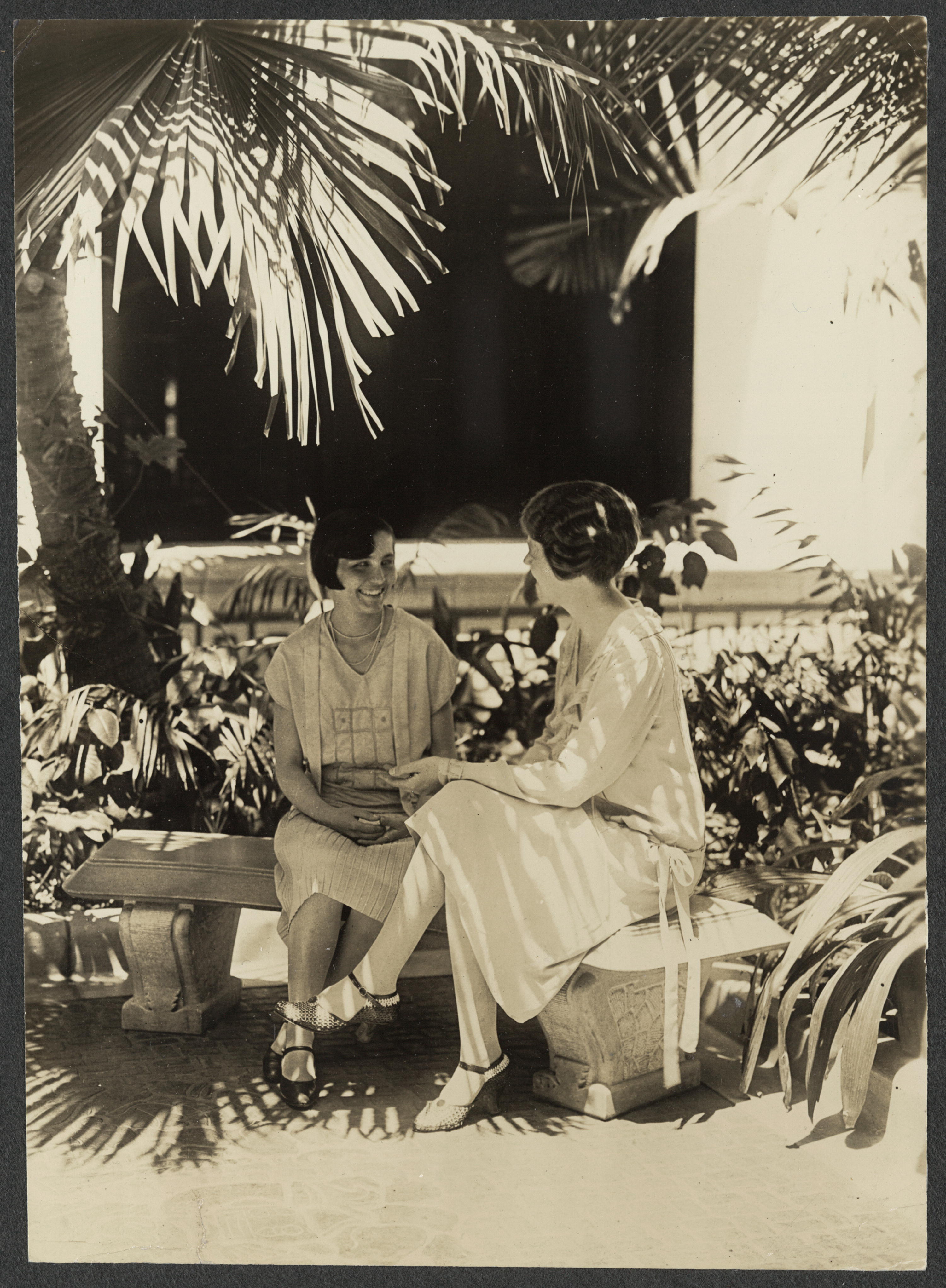
Доріс Стівенс, справа, розмовляє з Кларою Ґонсалес на Панамериканській конференції в Гавані, січень 1928 року

Початкова Міжамериканська комісія жінок (CIM) складалася з семи делегаток, яким було доручено завершити доповідь для наступної Панамериканської конференції (1933) для перегляду громадянської та політичної рівності жінок. Доріс Стівенс очолювала CIM від його створення в 1928 році до її усунення в 1938 році. У серпні Стівенс повернулася в Париж і працював над звітом. Вона та інші прихильниці суфражистки в 1928 році пікетували французького президента Гастона Думерга, намагаючись змусити делегатів світового миру підтримати угоду про рівність прав. Журналіст, який висвітлював подію, зневажливо назвав їх «войовничими суфражистками», а паризька газета назвала протест «кумедним інцидентом». Хоча їх заарештували, їх відпустили після надання доказів їх особи.
У 1929 році Доріс Стівенс повернулася до США і почала вивчати право, відвідуючи курси міжнародного права та зовнішньої політики в Американському університеті та Колумбійському університетах. У лютому 1930 року вона повернулася до Гавани на першу зустріч жінок CIM, до якої увійшли Флора де Олівейра Ліма (Бразилія), Аїда Парада (Чилі), Лідія Фернандес (Коста-Ріка), Елена Медерос де Ґонсалес (Куба), Глорія Мойя. де Хіменес (Домініканська Республіка), Ірен де Пейре (Гватемала), Маргарита Роблес де Мендоса (Мексика), Хуаніта Моліна де Фромен (Нікарагуа), Клара Ґонсалес (Панама), Тереза Обрегосо де Прево (Перу). З Куби вона поїхала до Гааги на першу Всесвітню конференцію з кодифікації міжнародного права, яка відбулася 13 березня. Представляючи свої дані про те, що було досягнуто в Америці, Стівенс попросила, щоб міжнародне співтовариство ухвалило закони для захисту громадянства жінок. Вона повернулася до США і почала навчання. Хоча вона не закінчила навчання, у 1931 році вона стала першою жінкою-членом Американського інституту міжнародного права. Того ж року вона, Бельмонт і Пол відвідали засідання Ліги Націй у вересні, щоб представити свої висновки щодо громадянства.

### Сьома Панамериканська конференція
Доріс Стівенс була дуже активною у роботі з латиноамериканськими феміністками через CIM, хоча вона зосередилася на тому, щоб переконатися в своїх власних інтересах, а не на проблемах багатьох латиноамериканських феміністок. Історик Кетрін Маріно у своїй книзі «Фемінізм для Америки» (2019) описує, як Стівенс відмовилася фінансувати поїздки на конференцію інших латиноамериканських членів CIM, таких як Клара Ґонсалес, і фактично відсунула відому та шановану уругвайську феміністку Пауліну Луїзі з CIM. На Сьомій Панамериканській конференції, що відбулася в 1933 році в Монтевідео, Уругвай, жінки представили свій аналіз правового статусу жінок у кожній із 21 країні-члені. Це була перша доповідь, яка детально вивчала громадянські та політичні права жінок, була підготовлена виключно жінками. Вони запропонували Договір про рівність прав жінок, і він був відхилений конференцією, хоча його підписали Куба, Еквадор, Парагвай і Уругвай. Три з цих держав уже надали виборчі права жінкам, але жодна з чотирьох не ратифікувала Договір після конференції. Однак жінки представили першу міжнародну резолюцію, яка рекомендувала виборче право для жінок. Далі Доріс Стівенс представила свої матеріали, які показали невідповідність прав чоловіків і жінок. Наприклад, у 16 країнах американського континенту жінки взагалі не могли голосувати, у двох країнах вони могли голосувати з обмеженнями, а в трьох країнах вони мали рівні виборчі права. У 19 американських країнах жінки не мали рівної опіки над своїми дітьми, у тому числі в семи штатах США, і лише дві країни дозволили жінкам мати спільну владу над своїми дітьми. Жодна з країн Латинської Америки не дозволила жінкам бути членами журі, а 27 штатів США заборонили жінкам брати участь у журі. Підстави для розлучення в 14 країнах і 28 штатах були різними для чоловіків і жінок, і жінка не могла розпоряджатися своїм окремим майном у 13 країнах і двох штатах США.
Ознайомившись з даними, конференція схвалила першу в історії міжнародну угоду про права жінок. У Конвенції про громадянство жінок чітко зазначено, що якщо жінка вступає в шлюб з чоловіком іншої національності, її громадянство може бути збережене. У тексті говорилося: «Не повинно бути жодних відмінностей за статтю щодо національності». Конференція також прийняла Конвенцію про громадянство, яка встановила, що ні шлюб, ні розлучення не можуть впливати на громадянство членів сім'ї, поширюючи захист громадянства також на дітей. Адміністрація Рузвельта, сподіваючись позбутися Стівенс, тоді стверджувала, що завдання жінок виконано і CIM слід залишити. Не бажаючи піддаватися тиску США, Конференція не проголосувала за продовження CIM, а натомість проголосувала всією групою, за винятком Аргентини, за блокування пропозиції США.

### Пізніша кар'єра
Щоб замінити Доріс Стівенс, ФДР знадобилося ще 5 років та допомога Ліги виборчинь. Наводячи аргумент, що Стівенс була призначена Конференцією панамериканських держав, а не як делегат США, ФДР погодився надати постійний статус CIM, якщо кожному штату буде дозволено призначати своїх власних делегатів. Отримавши схвалення, він негайно замінив Стівенс на Мері Нельсон Вінслов. Доріс Стівенс не пішла тихо, і сутичка тривала протягом 1939 року: Елеонора Рузвельт підтримувала Вінслов, а суфражистки підтримували Стівенс. Заперечення Елеонор проти Стівенс були багатогранними: вона не думала, що поправка про рівні права захищатиме жінок, а на особистому рівні вона вважала, що Стівенс поводився не по-жіночому.
У 1940 році Доріс Стівенс обрана членом Національної ради Національної жіночої партії. Наступного року, коли Аліса Поль повернулася з дворічної поїздки до Швейцарії для створення Всесвітньої жіночої партії (WWP), виникли труднощі. Пол зіткнулася з проблемами щодо напрямку, який вона брала NWP, і конфліктів особистості з членами, включаючи Стівенс. Коли в 1933 році померла Алва Белмонт, заповіт, який вона обіцяла Стівенс за роки особистої служби, натомість було направлено до NWP. Стівенс подала до суду на маєток, зрештою отримала 12 000 доларів США, але вона вважала, що Пол саботувала її стосунки з Белмонт. Після відставки Пол в 1945 році Доріс Стівенс не підтримала власноручно обрану Поллітцер заміну Аніту Поллітцер і зробила невдалу спробу оскаржити її лідерство. Поллітцер вважали фігурою Пол, і виникла внутрішня суперечка щодо наголосу NWP на WWP і міжнародних правах, а не на внутрішній організації. Під час цієї напруги незгодна фракція членів NWP намагалася захопити штаб партії та обрати власний список офіцерів, але претензії Поллітцер на лідерство були підтримані рішенням федерального окружного судді.
У 1947 році Доріс Стівенс розійшлася з NWP і натомість звернулася до Ліги Люсі Стоун, організації захисту прав жінок, заснованої на тому, що Люсі Стоун зберегла своє дошлюбне прізвище після шлюбу. Після закінчення Другої світової війни в 1950 році організація була відроджена, оскільки права жінок, які відчули сплеск під час війни, поверталися до свого довоєнного стану. Разом із Фредою Кірчвей, Френсіс Перкінс та іншими Доріс Стівенс була однією із реорганізаторок організації. Стівенс довгий час була прихильницею того, щоб жінка зберігала власне прізвище, і не брала прізвище чоловіка в жодному зі своїх шлюбів. 31 серпня 1935 року вона вдруге одружилася з Джонатаном Мітчеллом у Портленді, штат Мен. Під час правління Рузвельта Мітчелл був репортером The New Republic, а пізніше для National Review, і був антикомуністом. Він брав участь у слуханнях у справі Маккарті, і Стівенс, після її одруження з ним, політично пішла вправо, від своїх попередніх соціалістичних ухилів.
З 1951 по 1963 рік Доріс Стівенс була віцепрезиденткою Ліги Люсі Стоун, хоча їй було важко підтримувати колишню войовничість. Стівенс була не проти чоловіків, скоріше за жінок. Вона не дотримувалася віри, що для успіху жінок потрібно опустити чоловіків; радше вона вважала співпрацю з чоловіками є важливою. В останні роки свого навчання Стівенс підтримувала створення феміністичних досліджень як легітимної сфери академічних досліджень в американських університетах і намагалася заснувати кафедру фемінізму Люсі Стоун у Редкліффському коледжі.
Доріс Стівенс померла 22 березня 1963 року в Нью-Йорку через два тижні після інсульту.

## Спадщина
У 1986 році Прінстонський університет заснував кафедру жіночих досліджень через Фонд Доріс Стівенс.
У 2004 році HBO зняв фільм «Ангели із залізними щелепами» про перші дні руху за жіноче виборче право. Доріс Стівенс втілила Лора Фрейзер.

## Вибрані твори
- Stevens, Doris (1919). The militant campaign. Washington, D.C.: The National Woman's Party. OCLC 71644630.
- Stevens, Doris (1920). Jailed for Freedom. New York, New York: Boni and Liveright. OCLC 574971418.
- Stevens, Doris (1928). L'Egalité des droits pour les femmes par Convention Internationale: Discours prononcé à la session plénière non-officielle de la 6ème conférence Pan-Américaine. Pan-American Conference publication  (фр.). Washington, D.C.: The National Woman's Party. OCLC 758520361.
- Stevens, Doris (1933). Tribute to Alva Belmont: late president of the National Woman's Party. Washington, D.C.: Inter American Commission of Women, Pan American Union. OCLC 731402801.
- Stevens, Doris (1934). History of equal rights treaty signed at the VII International Conference of American States by Uruguay, Paraguay, Ecuador and Cuba. Washington, D.C.: Inter American Commission of Women, Pan American Union. OCLC 827304625.
- Stevens, Doris (1936). A comparison of the political and civil rights of men and women in the United States : statement interpreting the laws of the United States ... and presented for action by the 7th International Conference of American States. Washington, D.C.: U.S. Government Printing Office. OCLC 276997382.
- Stevens, Doris (1936). En prison pour la liberté! Comment nous avons conquis le vote des femmes aux États-Unis (фр.). Paris, France: A. Pedone. OCLC 9513999.
- Stevens, Doris (1940). Paintings & drawings of Jeannette Scott. Mount Vernon, New York: Privately printed for James Brown Scott. OCLC 423924981.

### Цитування
1. 1 2  SNAC — 2010.
2. ↑  http://oasis.lib.harvard.edu/oasis/deliver/~sch00378
3. 1 2  Online Biographical Dictionary of the Woman Suffrage Movement in the United States / T. Dublin, K. K. Sklar — Alexander Street Press.
4. 1 2 3 4  Чеська національна авторитетна база даних
5. 1 2 3 4 5 6 7 8  Gotwals, 2007.
6. 1 2  Trigg, 2014, с. 36.
7. ↑  Dayton Daily News, 2004.
8. 1 2 3 4 5 6 7 8  Sewall-Belmont House & Museum, 2011.
9. ↑  Trigg, 2014, с. 40.
10. 1 2  The Wichita Beacon, 1915, с. 9.
11. ↑  Stevens, 1920, с. 12.
12. 1 2  Adams та Keene, 2010, с. 16.
13. ↑  Beard та Lane, 1977, с. 95.
14. ↑  Risjord, 2005, с. 206.
15. 1 2  Albuquerque Morning Journal, 1914, с. 1.
16. ↑  Wheeler, 1995, с. 171.
17. 1 2  Buechler, 1990, с. 56.
18. ↑  Adams та Keene, 2010, с. 17.
19. 1 2  Chicago Daily Tribune, 1915, с. 5.
20. 1 2 3  Simkin, 2014.
21. ↑  The Washington Post, 1915, с. 16.
22. ↑  La Grande Observer, 1915, с. 6.
23. ↑  San Francisco Chronicle, 1915, с. 1.
24. 1 2  Oakland Tribune та 8/1915, с. 9.
25. ↑  Fort Wayne Sentinel, 1915, с. 8.
26. ↑  Oakland Tribune та 9/1915, с. 17.
27. ↑  The Washington Times, 1915, с. 3.
28. ↑  The Washington Herald, 1916, с. 10.
29. ↑  The Leavenworth Times, 1916, с. 1.
30. ↑  Haskin, 1916, с. 8.
31. ↑  Chicago Daily Tribune, 1916, с. 5.
32. ↑  San Francisco Chronicle, 1916, с. 8.
33. ↑  Southard, 2007, с. 399—400.
34. ↑  Southard, 2007, с. 407.
35. ↑  The Charlotte Observer, 1917, с. 5.
36. ↑  Tyrone Daily Herald, 1917, с. 1.
37. ↑  San Antonio Express, 1963.
38. 1 2  Tiller, 1917, с. 39.
39. ↑  Tiller, 1917, с. 44.
40. ↑  Austin Daily Herald, 1950, с. 4.
41. 1 2  Decatur Herald, 1929, с. 1.
42. ↑  The Palm Beach Post, 1918, с. 1.
43. ↑  The Leavenworth Times, 1919, с. 1.
44. ↑  Johnson, 1920, с. 4.
45. ↑  Stevens, 1920.
46. ↑  The Washington Herald, 1919, с. 5.
47. 1 2  Sherman, 1924, с. 3.
48. 1 2  Freeman, 2002, с. 129.
49. ↑  Hoffert, 2011, с. xi.
50. ↑  Rupp, 1989, с. 300—301.
51. ↑  The New York Times, 1921, с. 22.
52. 1 2  The New York Times, 1922, с. 15.
53. ↑  Miescher, Mitchell та Shibusawa, 2015, с. 275.
54. 1 2  Miller, 2010, с. 243.
55. ↑  McKay та Jarrett, 2007, с. 95.
56. ↑  Rupp, 1989, с. 295.
57. ↑  Freeman, 2002, с. 130.
58. ↑  Cott, 1987, с. 337.
59. ↑  Stephen, 1926, с. 20.
60. ↑  Sandell, 2015, с. 2—3.
61. 1 2 3  Lee, 1929, с. 1.
62. 1 2 3  Lee, 1929, с. 2.
63. ↑  Trigg, 1995, с. 79.
64. ↑  Lee, 1929, с. 3.
65. ↑  Trigg, 1995, с. 57.
66. ↑  Lee, 1929, с. 4.
67. 1 2 3  Bredbenner, 1998, с. 246—247.
68. 1 2  Ivy, 1928, с. 4.
69. 1 2  Press-Courier, 1928, с. 1.
70. ↑  Seminar on Feminism and Culture, 1990, с. 17.
71. ↑  Sickmon, 1930, с. 3.
72. ↑  Lee de Muñoz Marín, 1931, с. 1.
73. ↑  Campbell, 1931, с. 4.
74. ↑  McNamara, 1931, с. 4.
75. ↑  Trigg, 1995, с. 77.
76. ↑  Marino 2019, p.67-95
77. ↑  Marino 2019, p. 78-81
78. 1 2 3  1933 resolutions, 2015.
79. ↑  Towns, 2010, с. 795.
80. ↑  Ganzert, 1936, с. C-5, C-10.
81. ↑  Shepherd, 2014, с. 326.
82. ↑  Towns, 2010, с. 796.
83. ↑  Trigg, 1995, с. 64—65.
84. ↑  The Delta Democrat-Times, 1939, с. 6.
85. ↑  Pfeffer, 1996.
86. ↑  Gavin, Clamar та Siderits, 2007, с. 75—76.
87. 1 2 3 4 5  Rupp, 1989, с. 292.
88. 1 2  Sicherman та Green, 1980, с. 552.
89. ↑  Short та Purcell, 2013.
90. ↑  Toledo Blade, 1950, с. 10.
91. ↑  The Racine Sunday Bulletin, 1963, с. 2A.
92. ↑  Oakland Tribune, 1935, с. 1.
93. 1 2  Pearson, 1954, с. 4.
94. ↑  Rupp, 1989, с. 304—305.
95. ↑  San Antonio Express, 1963, с. 10-D.
96. ↑  Iron Jawed Angels, 2004.